# Võ Thị Ánh Xuân
Võ Thị Ánh Xuân (An Giang, 8 januari 1970) is een Vietnamees politicus. Sinds 6 april 2021 is zij vicepresident van Vietnam. Ze is de jongste vicepresident in de geschiedenis van Vietnam. In 2023 en 2024 diende ze als waarnemend president van Vietnam.